# 清明河乡
清明河乡，是中华人民共和国湖北省孝感市云梦县下辖的一个乡镇级行政单位。

## 行政区划
清明河乡下辖以下地区：
虹光社区、长李村、高庙村、红心村、卫星村、大尹村、下刘村、大份村、子港村、沿河村、高河村、饶港村、三港村、桂花村、张夏村、方庙村和官渡村。